# Арх
Арх (нем. Arch) — коммуна в Швейцарии, в кантоне Берн.
Входит в состав округа Бюрен. Население составляет 1570 человек (на 31 декабря 2006 года). Официальный код — 0381.

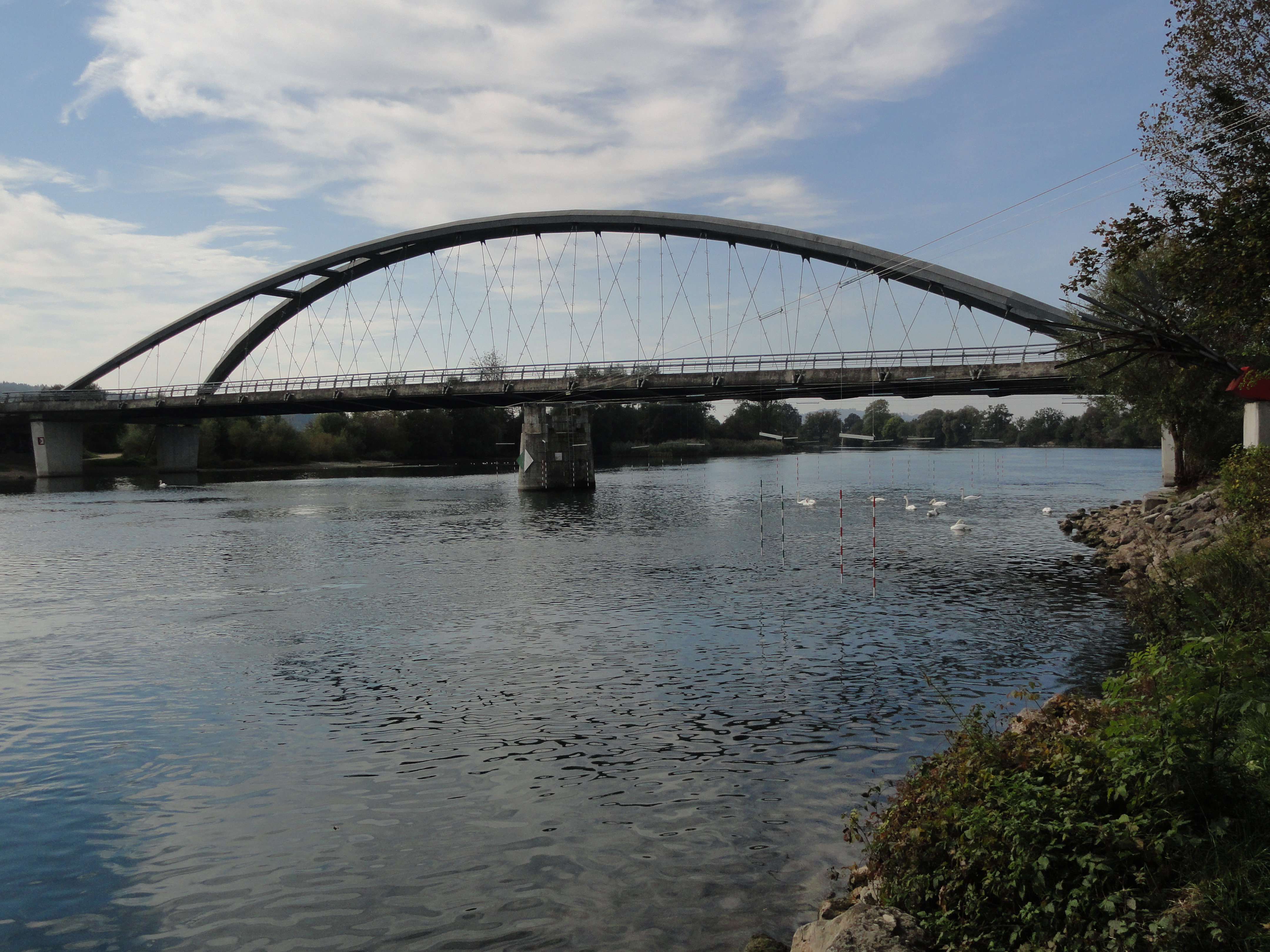
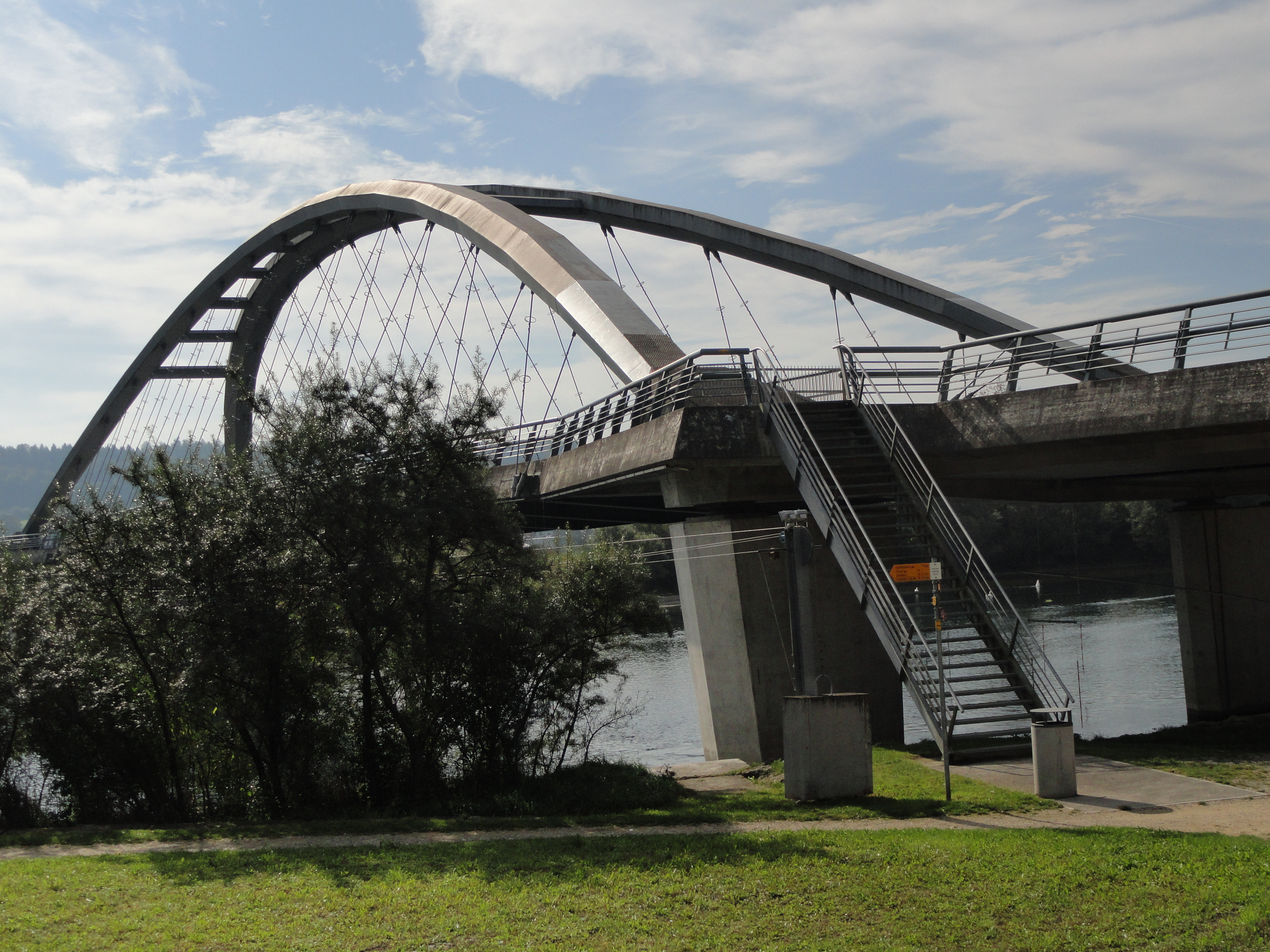
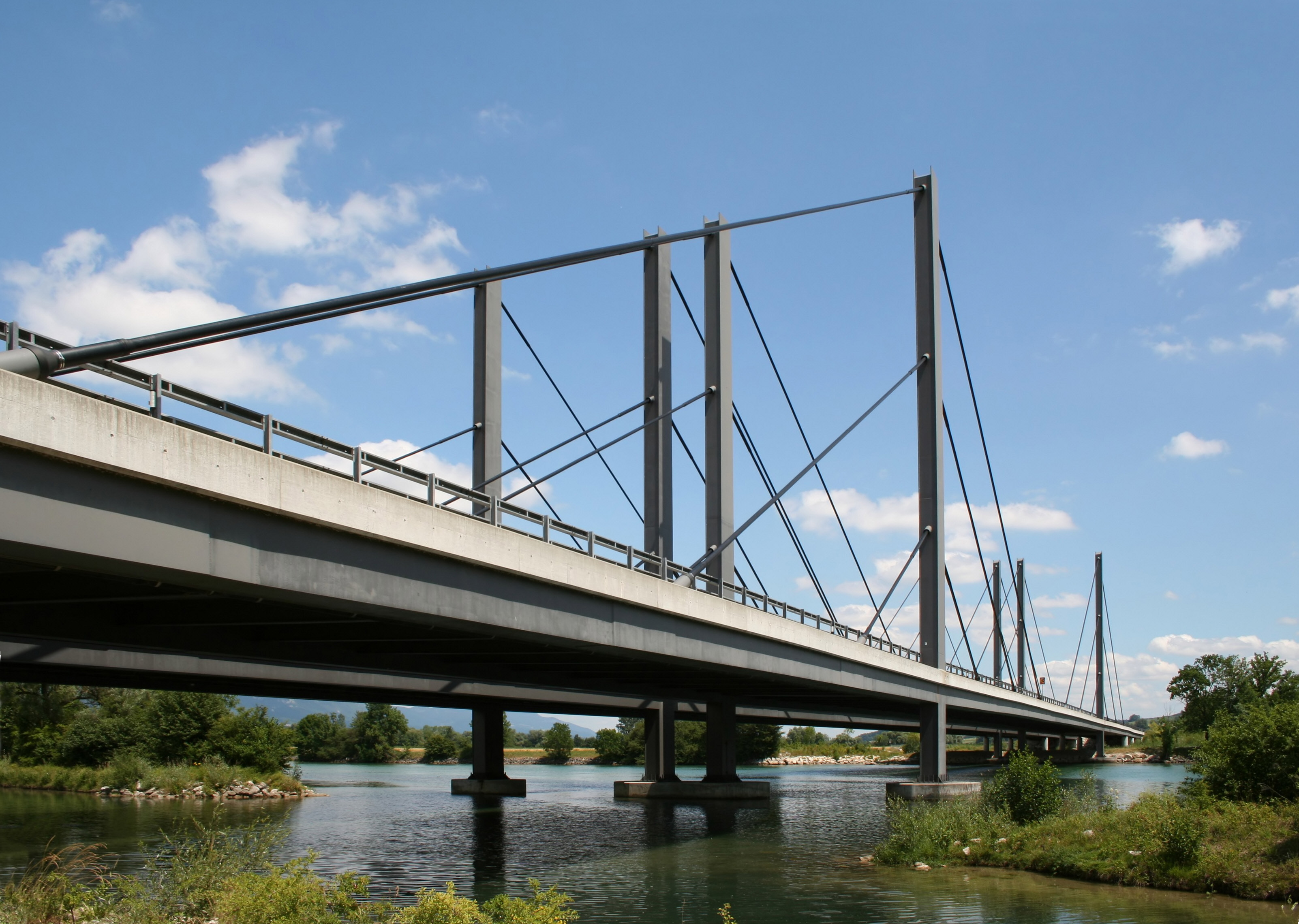